# Polska Formuła 3 Sezon 1997
1997 – ósmy sezon Polskiej Formuły 3. Był rozgrywany w ramach WSMP jako klasa E2000.

## Zwycięzcy
| Runda | Data              | Tor           | Pole position    | Najszybsze okrążenie | Zwycięzca (kierowcy) | Zwycięzca (zespoły)       |
| ----- | ----------------- | ------------- | ---------------- | -------------------- | -------------------- | ------------------------- |
| 1     | 11 maja           | Poznań        | Ryszard Luciński | Ryszard Luciński     | Ryszard Luciński     | Castrol                   |
| 2     | 31 maja–1 czerwca | Modlin        | Ryszard Luciński | Ryszard Luciński     | Ryszard Luciński     | Castrol                   |
| 3     | 31 maja–1 czerwca | Modlin        | Ryszard Luciński | Ryszard Luciński     | Ryszard Luciński     | Castrol                   |
| 4     | 21–22 czerwca     | Poznań        | Ryszard Luciński | Rafał Podolski       | Rafał Podolski       | Automobilklub Kielecki    |
| 5     | 9 sierpnia        | Kamień Śląski | Rafał Podolski   | Rafał Podolski       | Wojciech Gąsecki     | Automobilklub Szczeciński |
| 6     | 10 sierpnia       | Kamień Śląski | Rafał Podolski   | Rafał Podolski       | Rafał Podolski       | Automobilklub Kielecki    |
| 7     | 28 września       | Poznań        | Ryszard Luciński | Ryszard Luciński     | Ryszard Luciński     | Castrol                   |
| 8     | 4 października    | Kielce        | Rafał Podolski   | Rafał Podolski       | Rafał Podolski       | Automobilklub Kielecki    |

## Klasyfikacja kierowców
| Legenda oznaczeń w tabelach wyników Wyświetl szablon na nowej stronie | Legenda oznaczeń w tabelach wyników Wyświetl szablon na nowej stronie                                                                     |
| Oznaczenie                                                            | Wyjaśnienie |
| --------------------------------------------------------------------- | --- |
| Złoty                                                                 | Zwycięzca lub mistrzostwo |
| Srebrny                                                               | 2. miejsce lub wicemistrzostwo |
| Brązowy                                                               | 3. miejsce lub II wicemistrzostwo |
| Zielony                                                               | Ukończył, punktował (w klasyfikacji generalnej, gdy zdobył co najmniej jeden punkt na przestrzeni sezonu, poza trzema powyższymi opcjami) |
| Niebieski                                                             | Ukończył, nie punktował (w klasyfikacji generalnej, gdy nie zdobył co najmniej jednego punktu na przestrzeni sezonu)                      |
| Czerwony                                                              | Nie zakwalifikował się (NZ) |
| Czerwony                                                              | Nie prekwalifikował się (NPK) |
| Różowy                                                                | Nie ukończył (NU) |
| Różowy                                                                | Niesklasyfikowany (NS) (w klasyfikacji generalnej, gdy nie został sklasyfikowany w żadnym wyścigu sezonu)                                 |
| Czarny                                                                | Zdyskwalifikowany (DK) |
| Czarny                                                                | Wykluczony (WYK/EX) |
| Biały                                                                 | Nie wystartował (NW) |
| Biały                                                                 | Kontuzjowany (K/INJ) |
| Biały                                                                 | Wyścig odwołany (OD/C) |
| Bez koloru                                                            | Został wycofany (WYC/WD) |
| Bez koloru                                                            | Nie przybył (NP/DNA) |
| Bez koloru                                                            | Nie brał udziału w treningach (NT/DNP) |
| Bez koloru                                                            | Nie został zgłoszony (–) |
| Pogrubienie                                                           | Start z pole position |
| Kursywa                                                               | Najszybsze okrążenie wyścigu |
| †                                                                     | Nie ukończył, ale jego rezultat został zaliczony ze względu na przejechanie więcej niż 90% dystansu wyścigu.                              |
| *                                                                     | Sezon w trakcie |
| 1/2/3                                                                 | Punktowana pozycja w sprincie kwalifikacyjnym                                                                                             |
| Lista systemów punktacji Formuły 1                                    | |

| Poz.                                          | Kierowca           | Zespół                      | POZ | MOD | MOD | POZ | KAM | KAM | POZ | KIE | Punkty |
| --------------------------------------------- | ------------------ | --------------------------- | --- | --- | --- | --- | --- | --- | --- | --- | ------ |
| 1                                             | Ryszard Luciński   | Castrol                     | 1   | 1   | 1   | 2   | NU  | NU  | 1   | 2   | 110    |
| 2                                             | Rafał Podolski     | Automobilklub Kielecki      | 2   | NW  | NW  | 1   | 2   | 1   | 2   | 1   | 105    |
| 3                                             | Tadeusz Kłosowski  | Automobilklub Szczeciński   | 3   | 2   | 2   | 4   | –   | –   | 3   | 3   | 78     |
| 4                                             | Mirosław Krachulec | Automobilklub Częstochowski | NW  | 3   | 3   | 5   | NU  | 2   | –   | 4   | 59     |
| 5                                             | Wojciech Gąsecki   | Automobilklub Szczeciński   | –   | –   | –   | –   | 1   | NW  | 4   | 5   | 38     |
| NS                                            | Artur Glinczewski  | Automobilklub Wielkopolski  | NU  | –   | –   | –   | –   | –   | –   | –   | 0      |
| Kierowcy niedopuszczeni do zdobywania punktów |                    |                             |     |     |     |     |     |     |     |     |        |
| NS                                            | Hanuš Lim          | Lím Racing Cars             | –   | –   | –   | 3   | –   | –   | –   | –   | 0      |